# Expanathuridae
Expanathuridae és una família de crustacis que pertany a l'ordre dels isòpodes.

## Gèneres
- Coralanthura Poore & Kensley, 1981
- Eisothistos Haswell, 1884
- Expanathura Wägele, 1981
- Heptanthura Kensley, 1978
- Minyanthura Kensley, 1982
- Panathura Barnard, 1925
- Rhiganthura Kensley, 1978